# Радиловско језеро
Радиловско језеро (рус. Радиловское) слатководно је ледничко језеро у северном делу Псковске области, на западу европског дела Руске Федерације. Налази се на крајњем северу Порховског рејона, на јужним обронцима Лушког побрђа. Његовом северном обалом пролази граница према Стругокрасњенскм рејону.
Преко своје отоке реке Удохе (која ту и започиње свој ток) језеро је повезано са сливом реке Шелоњ, односно са басеном реке Неве и Балтичким морем.
Акваторија језера обухвата површину од 5,4 км². Максимална дубина језера је 2,5 метара, просечна око 1,5 метра. Ка јазеру се дводњава територија површине 37,8 км².
Радиловско језеро се налази у изузетно замочвареном подручју, а густе шуме и мочваре у приобалном делу готово у потпуноси спречавају директан доток воде у језеро. Током лета ниво воде у језеру се смањује, па самим тим и површина језера опада до минималних 435 хектара.